# Dwór w Stryszowie
Dwór w Stryszowie – staropolski dwór w Stryszowie w województwie małopolskim, obecnie oddział Zamku Królewskiego na Wawelu – Państwowych Zbiorów Sztuki, muzeum wnętrz polskiego dworu.

## Historia dworu
Dwór powstał najprawdopodobniej pod koniec XVI wieku. Wzniósł go Adam Suski. Obecny dwór pochodzi z XVIII wieku, w 1741 przeszedł gruntowną przebudowę o czym przypomina napis na belce tragarzowej zachowanej na piętrze dworu (Renovatum Anno Domini 1741). W trakcie tej przebudowy z dworu obronnego przekształcono go w rezydencję wiejską utrzymaną w stylu barokowym. Ściany parteru wykonane z piaskowca będące pozostałością pierwotnej budowli nadbudowano częściowo drewnem, częściowo kamieniem i cegłą tworząc piętro z przestronnymi pokojami. Trzy ściany zewnętrzne okolono drewnianym balkonem. Kolejna modernizacja dworu miała miejsce w XIX wieku za czasów Juliana Gorczyńskiego, który powiększył przestrzeń mieszkalną dworu dobudowując od wschodu dwupiętrowa oficynę (dziś rozebraną). Od strony północnej założył on rozległy park w stylu angielskim. Po II wojnie światowej 9 ha parku przeznaczono na działki budowlane wycinając wszystkie drzewa, dwór przejęty został przez PGR i przeznaczony na szkołę. Organizowano tutaj pokazy objazdowego kina i wiejskie zabawy. W 1958 roku zdewastowany dwór przejęły Państwowe Zbiory Sztuki na Wawelu przeprowadzając jego gruntowny remont i przeznaczając na Dom Pracy Twórczej oraz ośrodek kolonijny. Ostatecznie w 1969 roku utworzono muzeum będące oddziałem Zamku Królewskiego na Wawelu.

## Wnętrze dworu
Wystawa muzealna prezentuje wnętrze średniozamożnego dworu polskiego w XIX wieku. Obejmuje salon – najbardziej reprezentacyjne wnętrze – w którym przetrwały fragmenty oryginalnej polichromii z XVIII wieku, gdzie meble były najokazalsze często sprowadzane z Paryża lub Wiednia. W jadalni królował długi stół oraz kilkanaście krzeseł i kredens. Gabinet zajmował właściciel dworu i tutaj zapadały zawsze decyzje administracyjne, przechowywano księgi rachunkowe, bibliotekę, a obrazy rozwieszone na ścianach przedstawiały sceny batalistyczne. Ostatnie pomieszczenie, które było przeznaczone jedynie dla gospodarzy to sypialnia jej wyposażenie – meble, pościel – stanowiły najczęściej posag żony właściciela dworu.

## Galeria

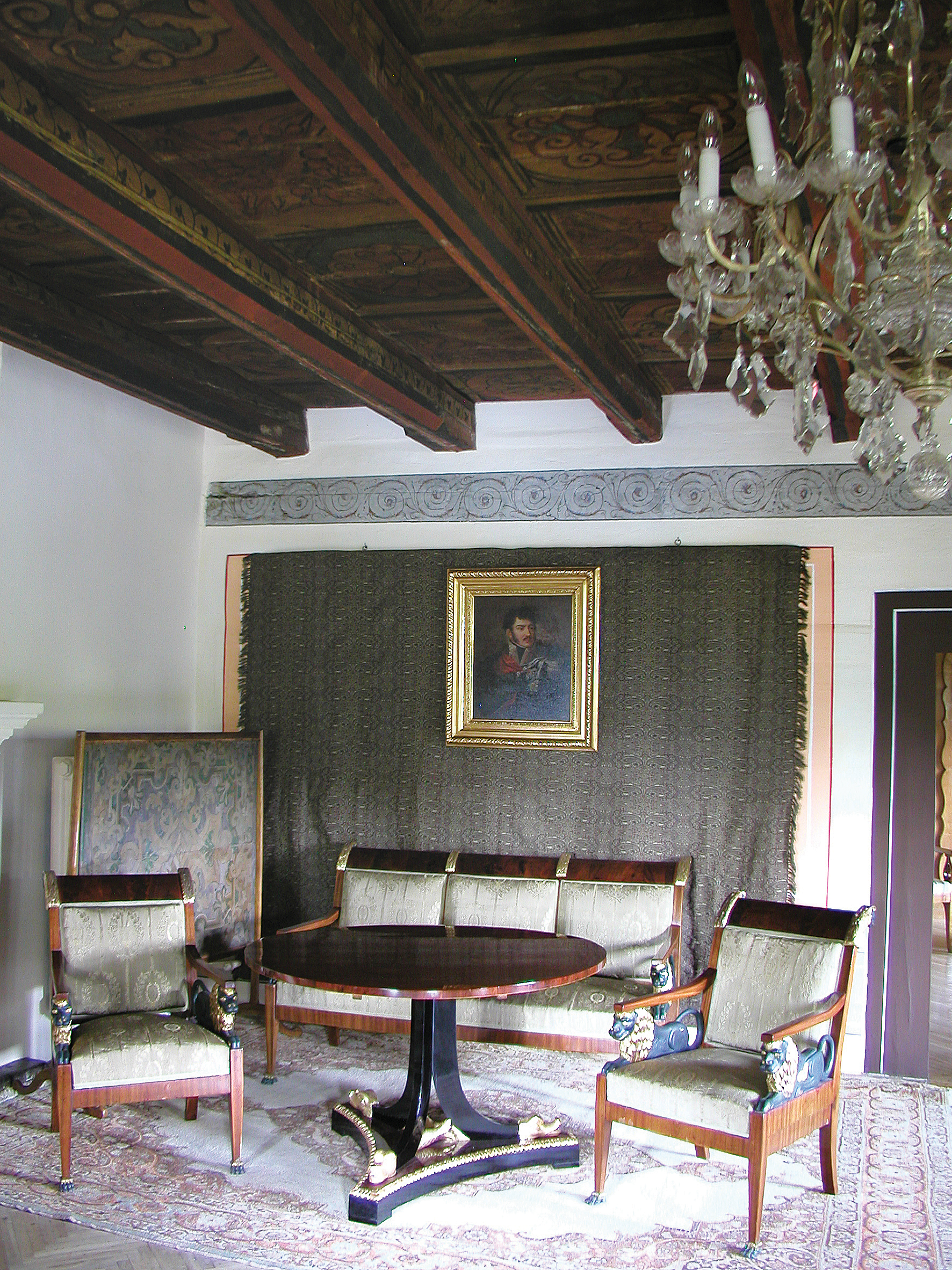
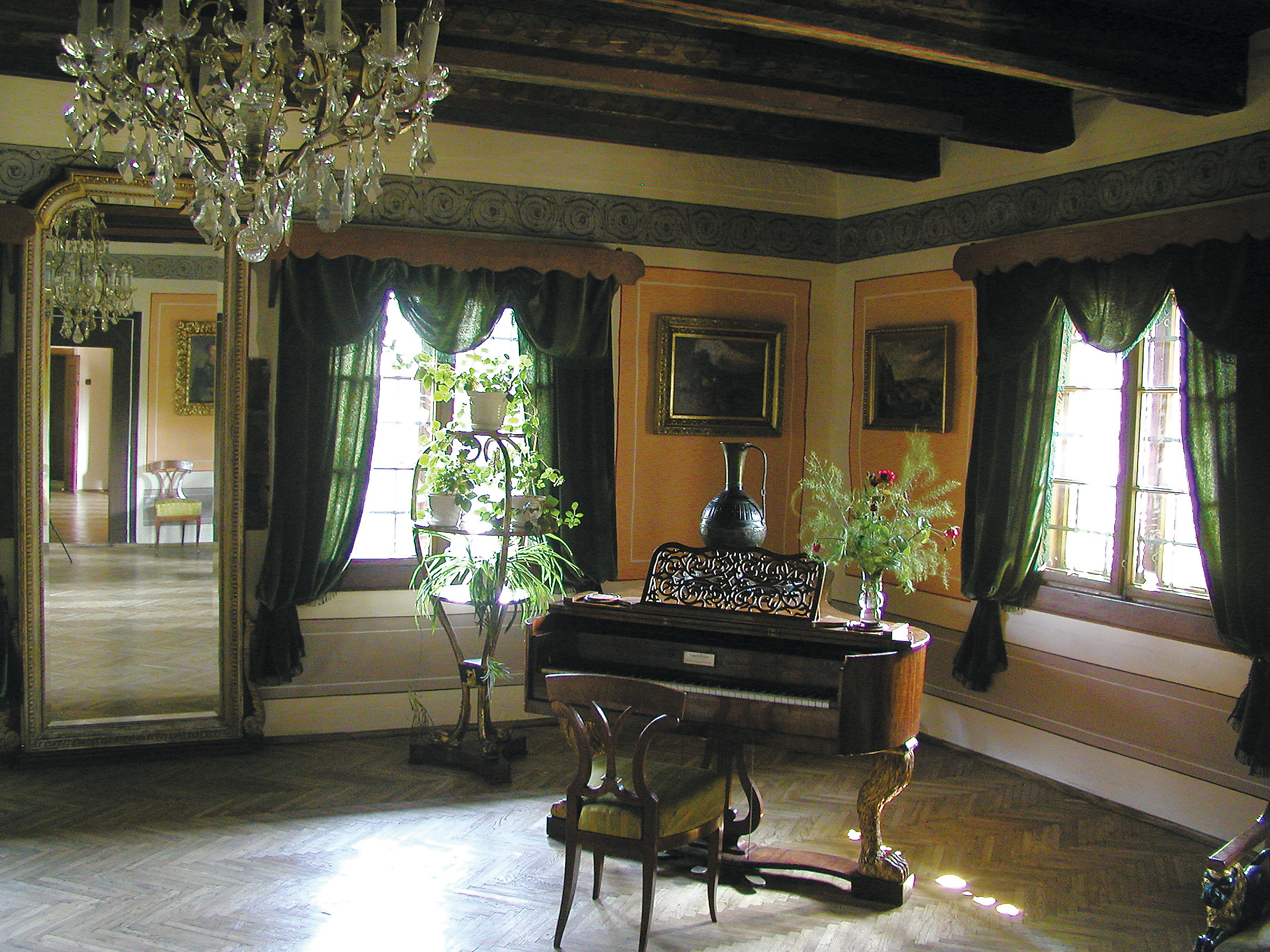
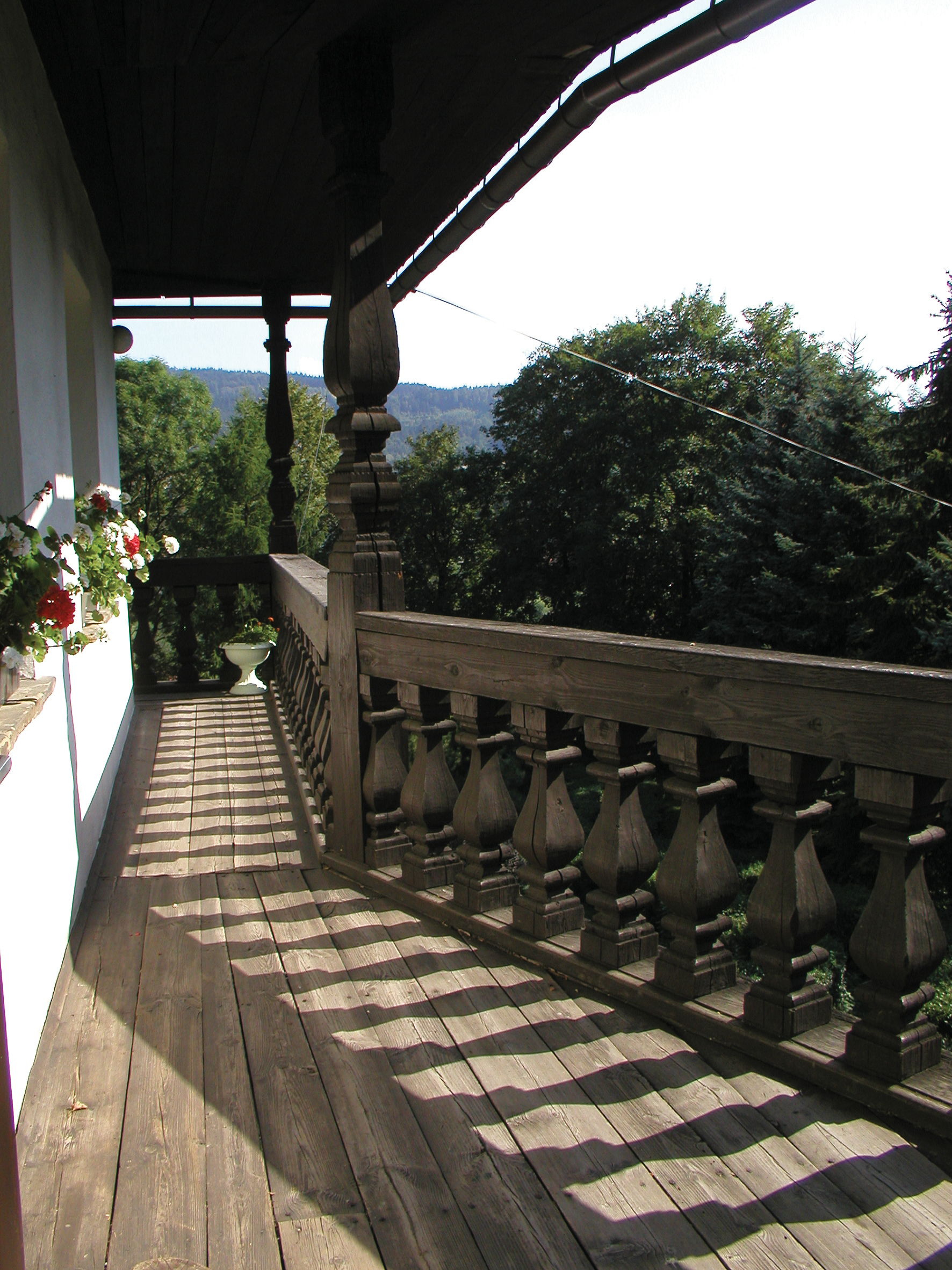
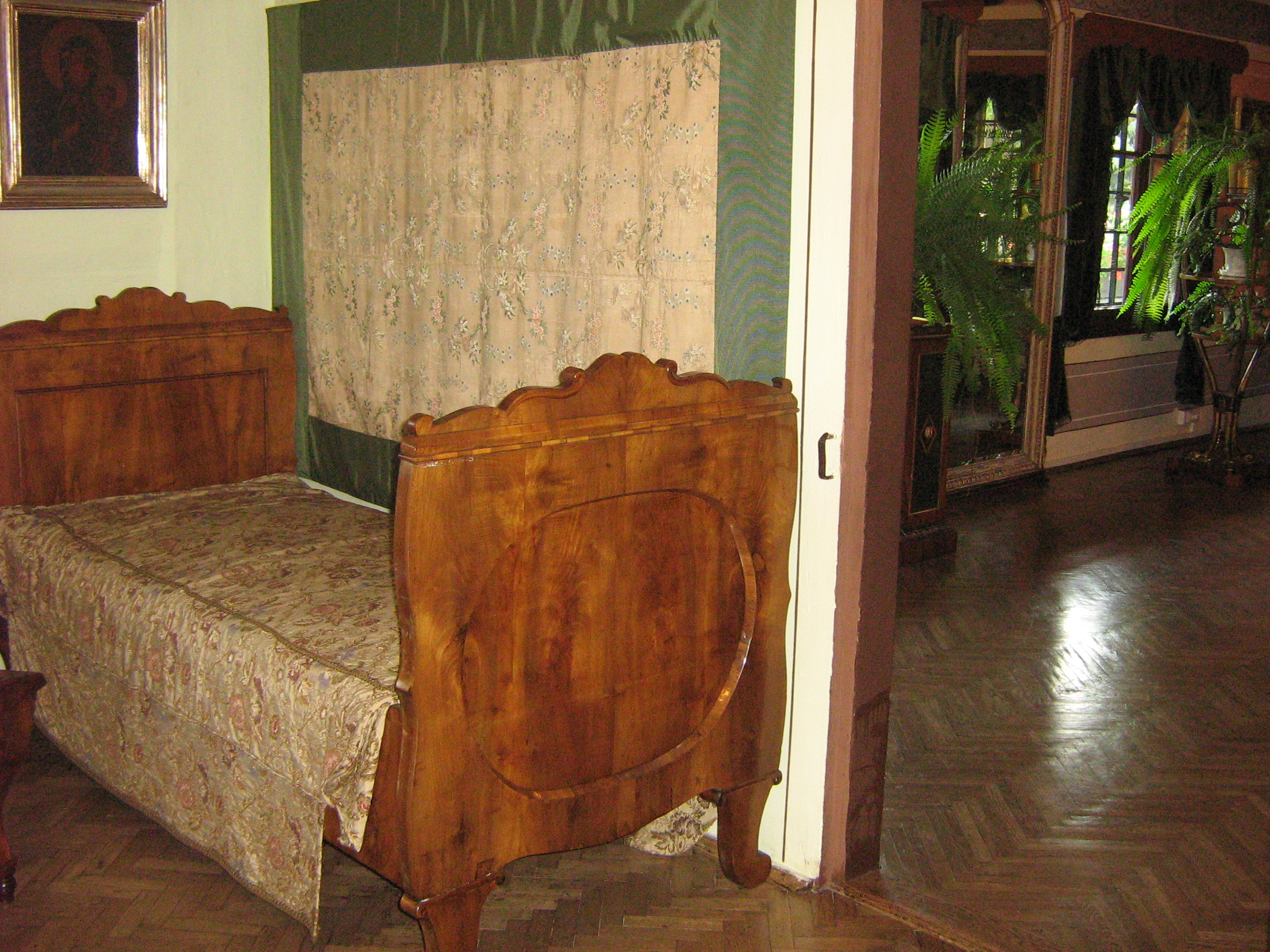
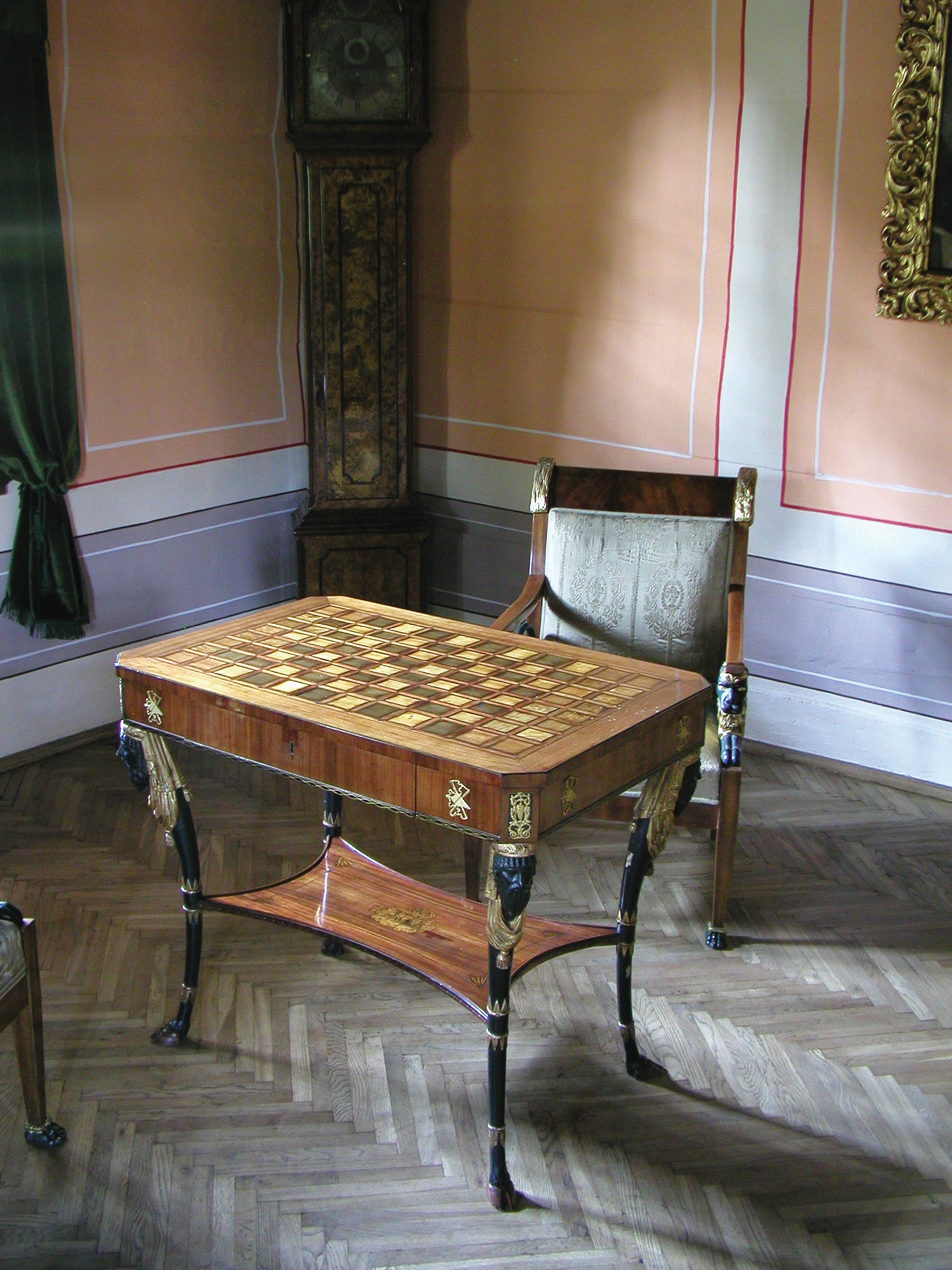
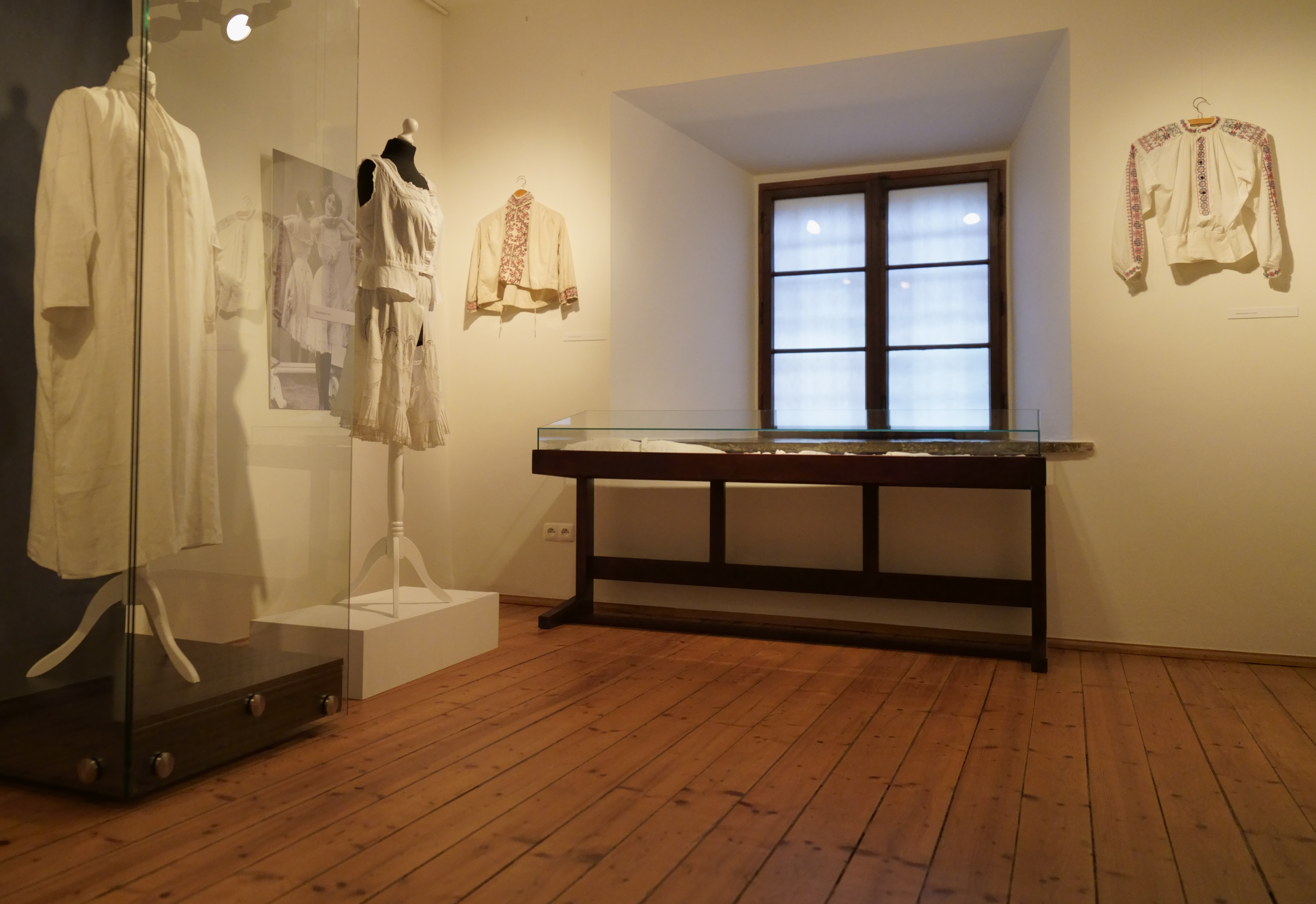
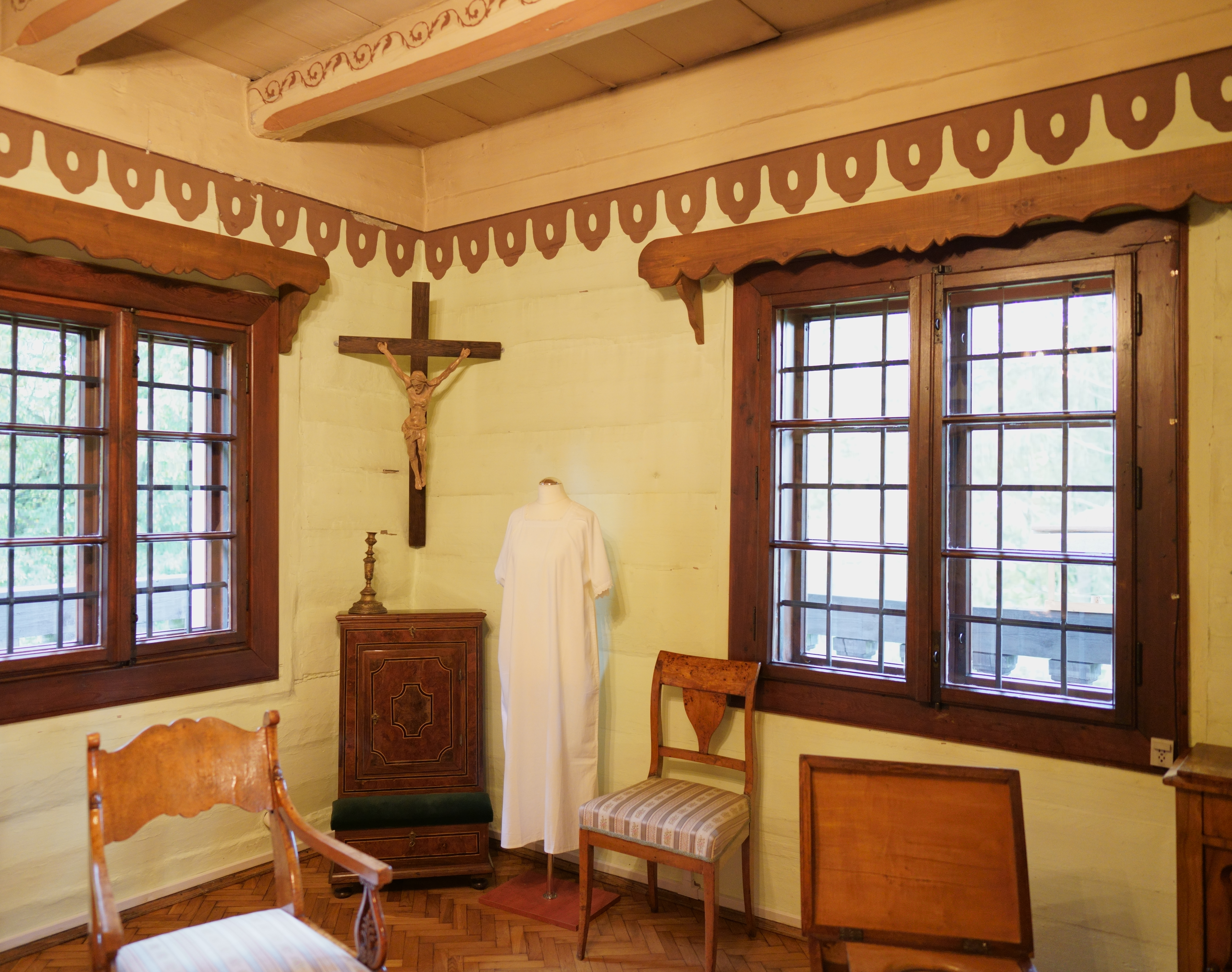
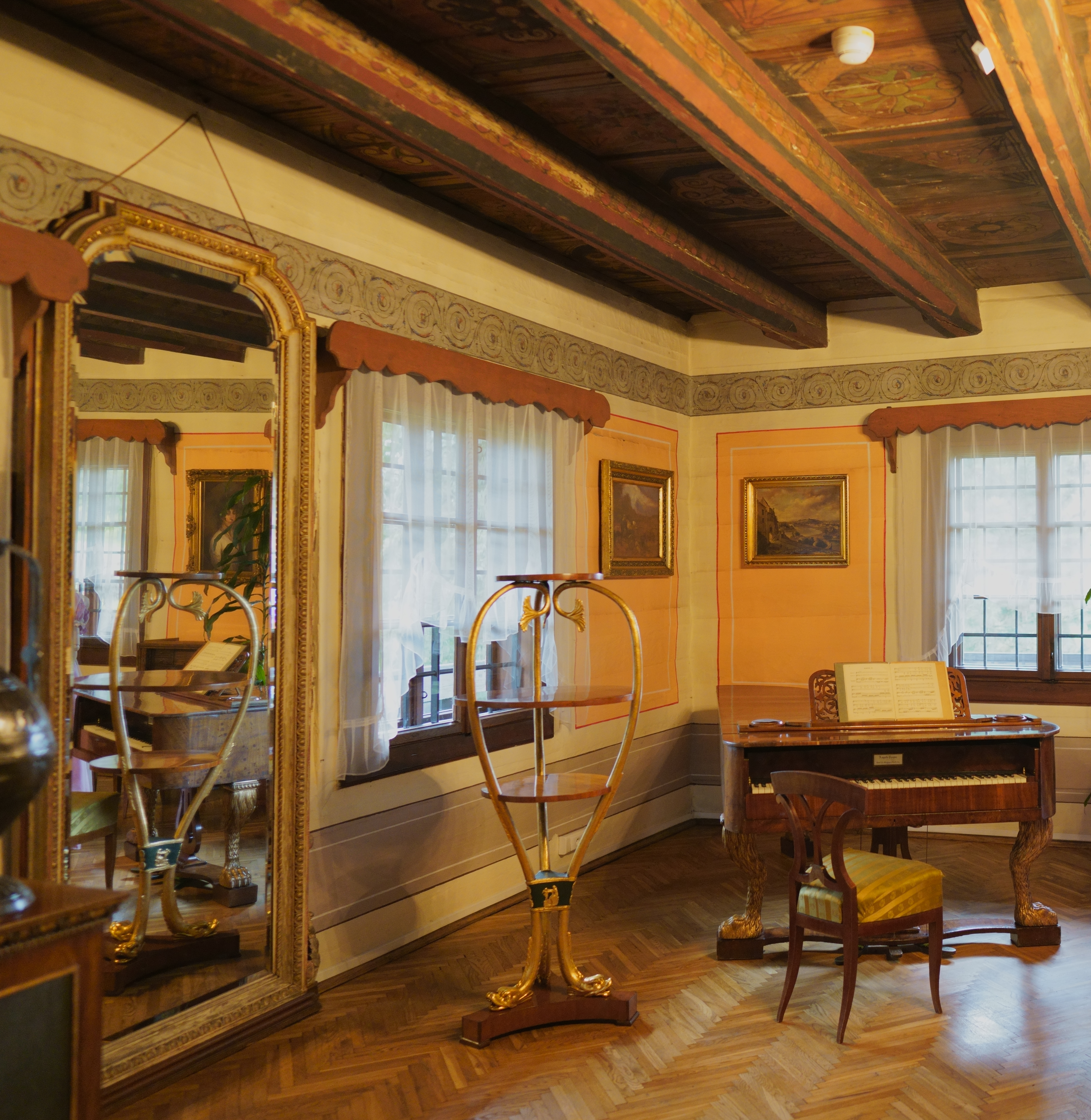
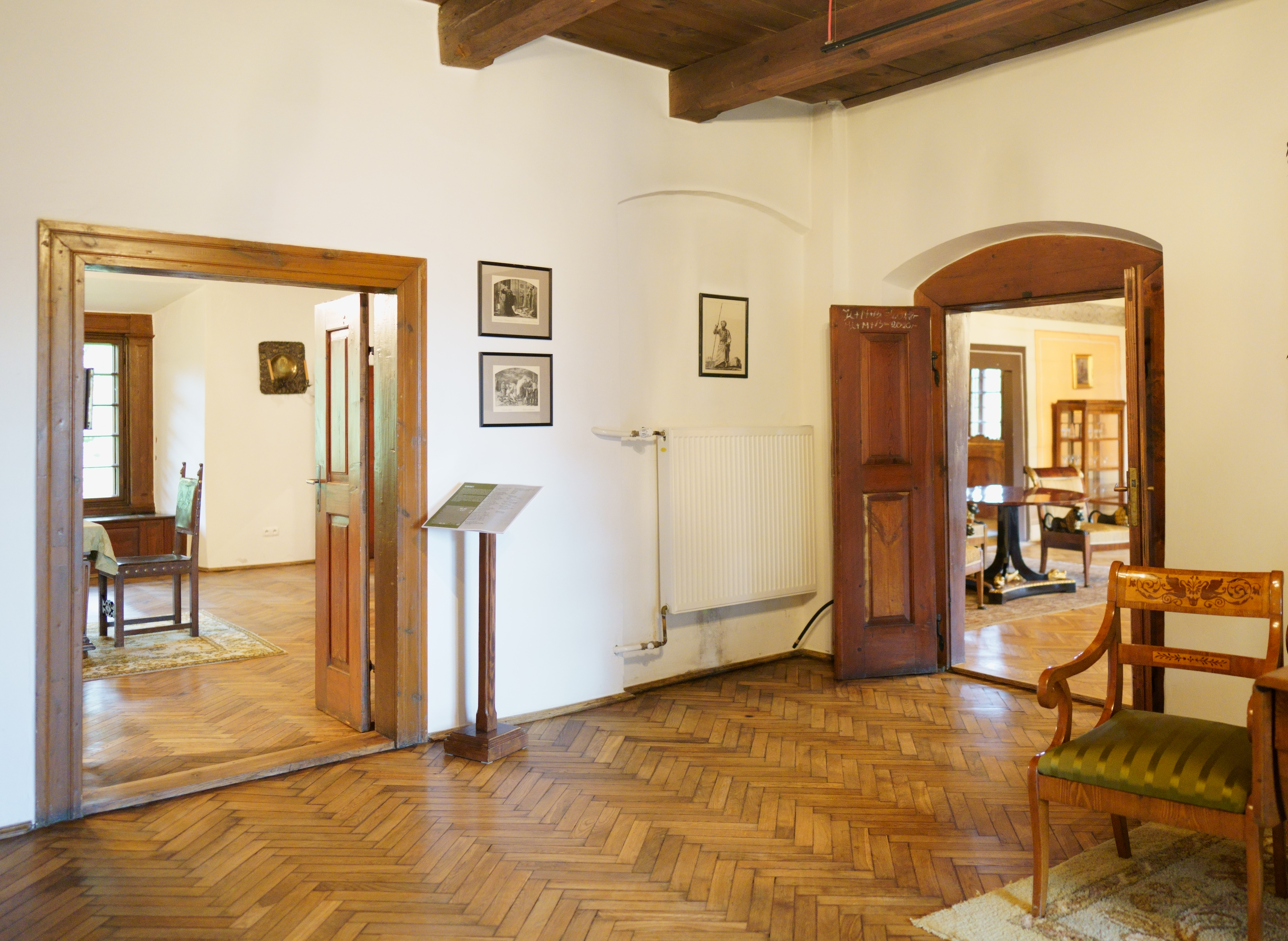